# Gull-Maj Norin
Gull-Maj Norin (20. april 1913 i Helsingborg – 27. november 1997) var en dansk skuespillerinde, blandt andet kendt for hovedrollen som den formodede seriemorder i Mordets melodi, der har klassikerstatus som den første danske gyserfilm.
Hun kom til Danmark fra Sverige som tiårig og blev i 1930'erne og 1940'erne brugt meget i dansk og svensk teater og film. Hun indgik i 1940 ægteskab med instruktøren Søren Melson.
Norin trak sig i 1947 mere eller mindre tilbage fra det offentlige liv. Hun ligger begravet på Mariebjerg Kirkegård i Gentofte.

## Filmografi
- Odds 777 – 1932
- Fredløs – 1935
- Det begyndte ombord – 1937
- De tre, måske fire – 1939
- Nordhavets mænd – 1939
- Wienerbarnet – 1941
- Alle mand på dæk – 1942
- En herre i kjole og hvidt – 1942
- Tante Cramers testamente – 1942
- Et skud før midnat – 1942
- Ballade i Nyhavn – 1942
- Drama på slottet – 1943
- Mordets melodi – 1944
- I går og i morgen – 1945
- Så mødes vi hos Tove – 1946
- Mani – 1947